# Astragalus maverranagri
Astragalus maverranagri är en ärtväxtart som beskrevs av Mikhail Grigoríevič Popov. Astragalus maverranagri ingår i släktet vedlar, och familjen ärtväxter. Inga underarter finns listade i Catalogue of Life.